# Жена (фильм, 1995)
«Жена» (англ. The Wife) — чёрная комедия, снятая в 1995 году режиссёром Томом Нуненом по собственному сценарию, основанному на его же пьесе «Жена».
В 1995 году фильм был номинирован на приз Большого жюри на Кинофестивале «Сандэнс».

## Сюжет
Джек и его жена Рита, врачи-психотерапевты, живут и работают в полной изоляции в отдаленном коттедже в Вермонте. Однажды ночью один из пациентов Джека, Космо, неожиданно появляется на пороге их дома со своей молодой женой Арли́.
Жена Космо чувствует, что с мужем не все в порядке, так как Космо проводит много времени с врачами, доверяя им свои проблемы и секреты. Арли настояла на встрече с психологами. В ходе вечернего разговора и застолья, происходит обсуждение и анализ жизненных ситуаций гостей, при этом всплывают личные проблемы самих врачей. Растет напряженность и борьба за приоритеты между двумя семейными парами.

## В ролях
- Том Нунен — Джек
- Уоллес Шон — Космо
- Джули Хагерти — Рита, жена Джека
- Карен Янг — Арли, жена Космо